# Орезон
Орезо́н (фр. Oraison, окс. Aurason) — коммуна во Франции, находится в регионе Прованс — Альпы — Лазурный Берег. Департамент коммуны — Альпы Верхнего Прованса. Входит в состав кантона Ле-Ме. Округ коммуны — Динь-ле-Бен.
Код INSEE коммуны — 04143.

## Население
Население коммуны на 2008 год составляло 5208 человек.
| 1962 | 1968 | 1975 | 1982 | 1990 | 1999 | 2008 |
| ---- | ---- | ---- | ---- | ---- | ---- | ---- |
| 3054 | 2702 | 2667 | 2963 | 3509 | 4114 | 5208 |

## Климат
Климат средиземноморский. Зимы прохладные, с частыми морозами, лето жаркое и сухое, иногда с грозами.
| Показатель                                                              | Янв. | Фев. | Март | Апр. | Май  | Июнь | Июль | Авг. | Сен. | Окт. | Нояб. | Дек. | Год   |
| ----------------------------------------------------------------------- | ---- | ---- | ---- | ---- | ---- | ---- | ---- | ---- | ---- | ---- | ----- | ---- | ----- |
| Средний суточный максимум, °C                                           | 8,4  | 10,4 | 13,5 | 16,8 | 20,9 | 24,9 | 29,0 | 28,4 | 24,6 | 19,2 | 12,8  | 9,1  | 18,2  |
| Средняя температура, °C                                                 | 4,0  | 5,4  | 7,9  | 11,0 | 14,7 | 18,5 | 21,9 | 21,3 | 18,1 | 13,5 | 8,0   | 4,8  | 12,4  |
| Средний суточный минимум, °C                                            | −0,4 | 0,5  | 2,3  | 5,2  | 8,4  | 12,0 | 14,8 | 14,3 | 11,7 | 7,8  | 3,2   | 0,4  | 6,7   |
| Норма осадков, мм                                                       | 51,8 | 58,2 | 58,0 | 67,2 | 73,4 | 61,3 | 40,7 | 61,3 | 59,3 | 81,5 | 64,6  | 58,8 | 735,8 |
| Источник: Archives climatologiques mensuelles - Saint-Auban (1961-1990) |      |      |      |      |      |      |      |      |      |      |       |      |       |

## Экономика
Основу экономики составляют сельское хозяйство и пищевая промышленность. В Орезоне есть сельскохозяйственный кооператив, несколько консервных заводов и гидроэлектростанция.
В 2007 году среди 2865 человек в трудоспособном возрасте (15—64 лет) 1994 были экономически активными, 871 — неактивными (показатель активности — 69,6 %, в 1999 году было 65,5 %). Из 1994 активных работали 1749 человек (930 мужчин и 819 женщин), безработных было 245 (107 мужчин и 138 женщин). Среди 871 неактивных 231 человек были учениками или студентами, 319 — пенсионерами, 321 были неактивными по другим причинам.

## Достопримечательности
- Средневековый замок
- Каменный мост (1697 год, длина — 35 м, высота арки — 25 м)
- 7-арочный мост, открыт 2 апреля 1888 года, длина — 285 м
- Ипподром, открыт 25 ноября 1900 года
- Церковь Нотр-Дам-дю-Тор (XVI век)
- Часовня Сен-Панкрас (XII век)
- Музыкальная беседка

## Города-побратимы
- Траверсетоло (Италия)

## Фотогалерея

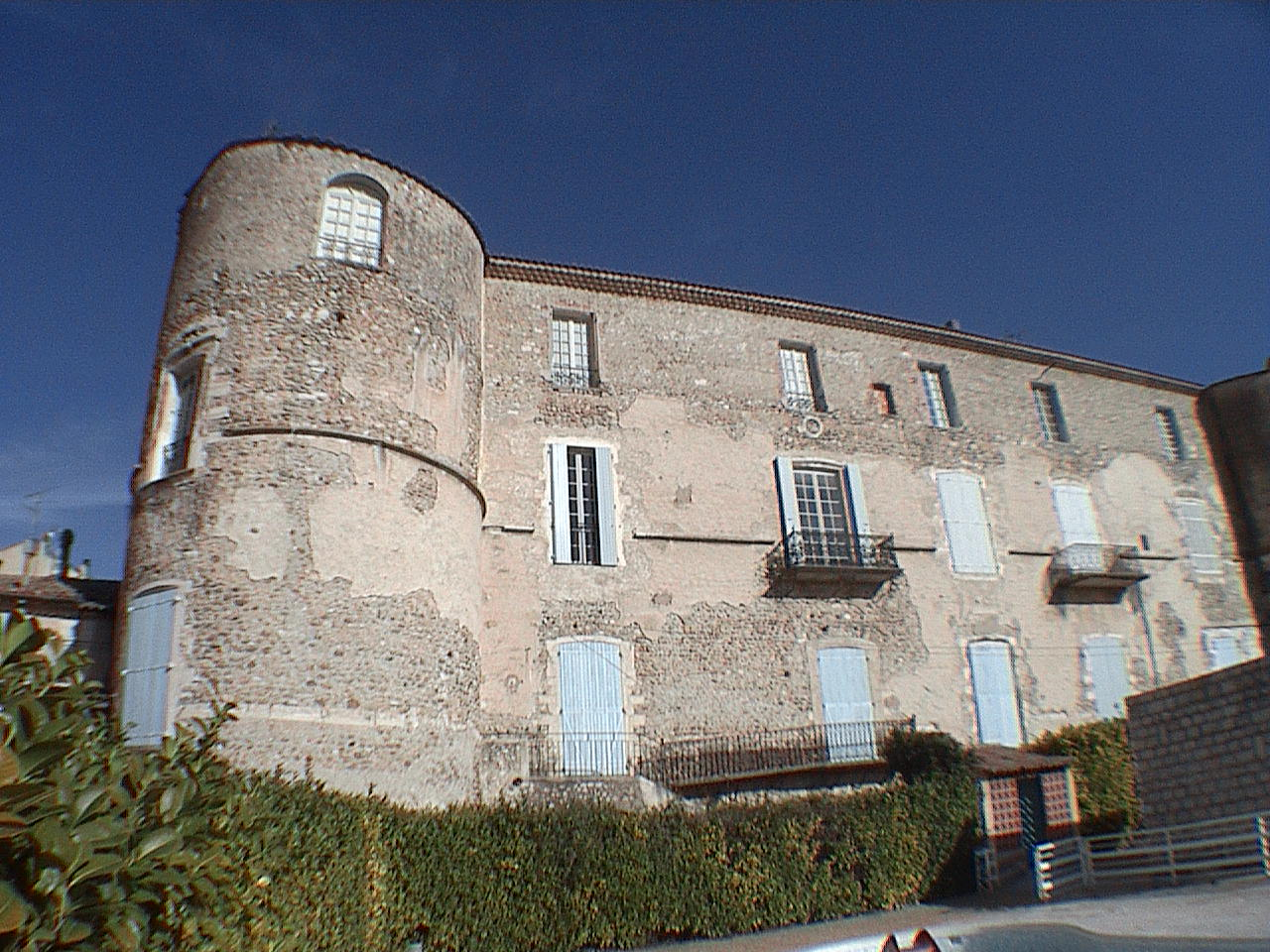
Замок
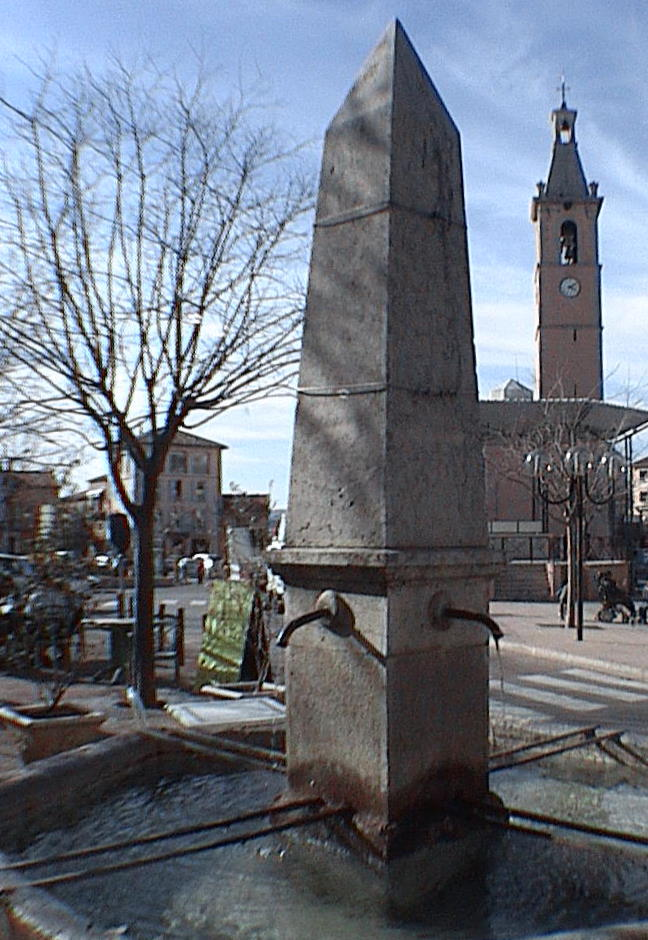
Фонтан
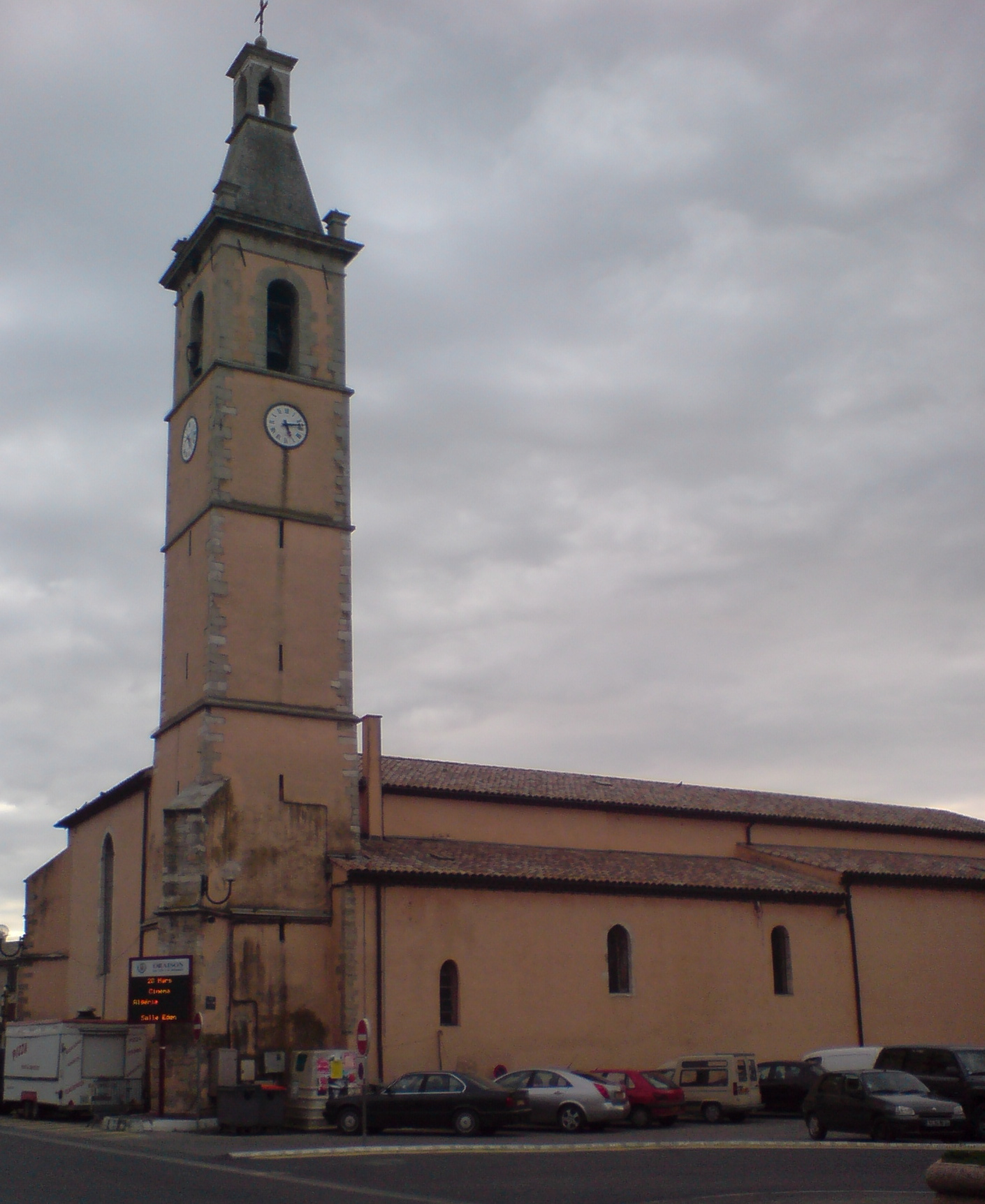
Церковь
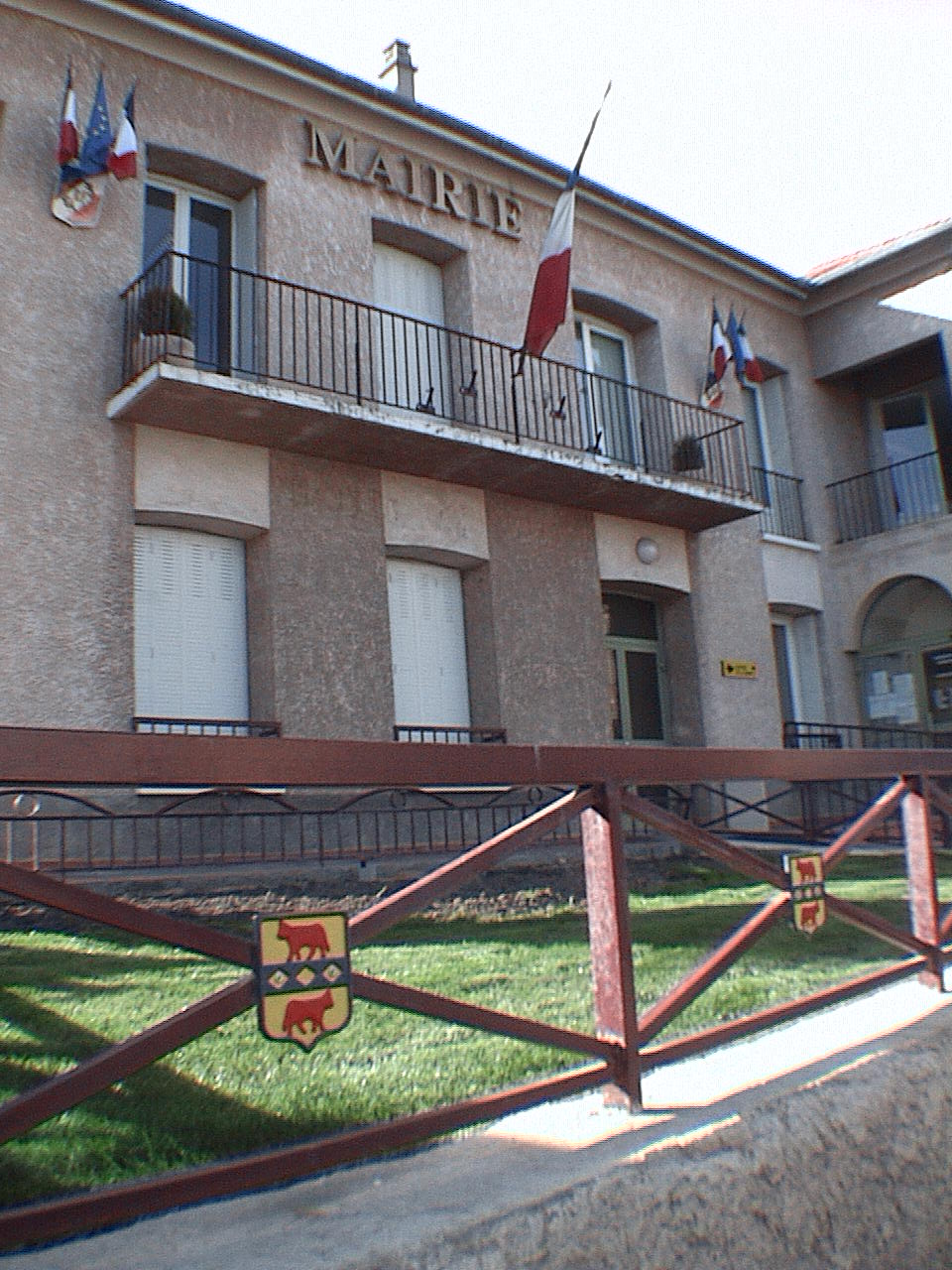
Мэрия
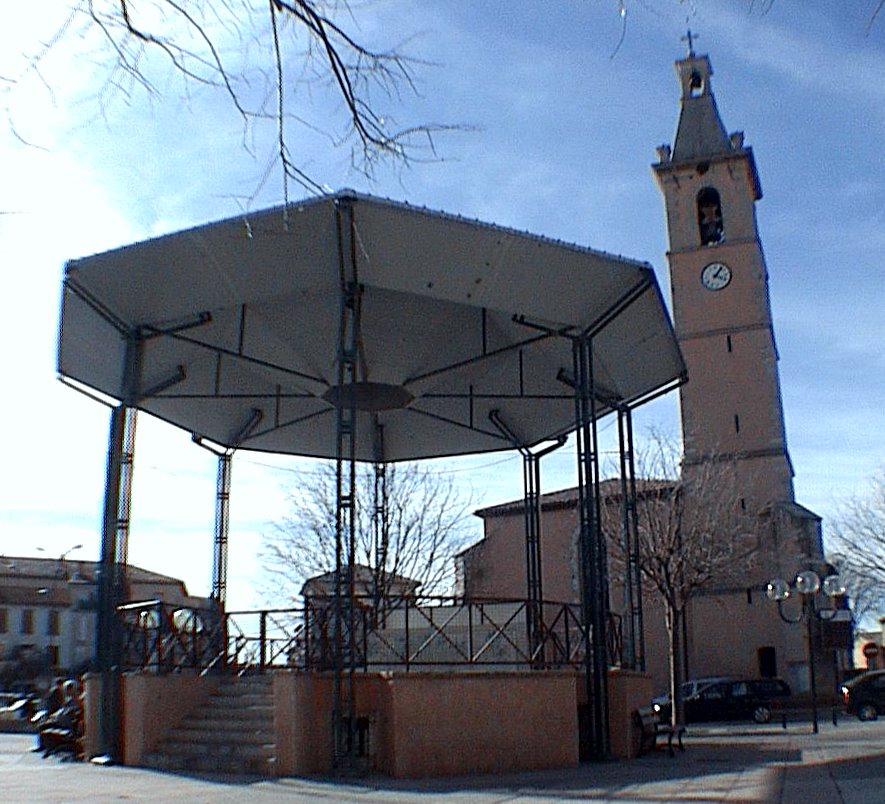
Музыкальная беседка